# Zuid-Ierland
Zuid-Ierland (Engels: Southern Ireland, Iers: Deisceart Éireann) was een autonome regio van het Verenigd Koninkrijk die gevestigd werd op 3 mei 1921 en ontbonden op 6 december 1922.